# Star Wars: Knights of the Old Republic (franšíza)
Série Star Wars: Knights of the Old Republic (zkráceně KotOR, česky doslovně Hvězdné války: Rytíři Staré Republiky) je série RPG videoher a komiksů, odehrávající se ve fiktivním světě Star Wars téměř čtyři tisíciletí před událostmi z filmové hexalogie. První dílo této série vyvinulo studio BioWare, zatímco druhý díl byl na žádost LucasArts svěřen kvůli časové zaneprázdněnosti vývojářů z BioWare studiu Obsidian Entertainment. Komiksová série, doplňující oba díly, byla vydána vydavatelstvím Dark Horse Comics.

## Seznam děl série

### Star Wars: Knights of the Old Republic
Star Wars: Knights of the Old Republic (SW:KotOR) je hra, jež byla vydána 15. července 2003, a její příběh byl prvním z této série. Děj volně navazuje na komiksovou sérii Letopisy rytířů Jedi, kdy přibližně 40 let po skončení konfliktu popsaného v Letopisech rytířů Jedi, se Republika opět nachází na pokraji zhroucení, jelikož ji postihly další dvě rychle po sobě jdoucí pohromy: Mandalorianské války a právě probíhající další válka se Sithy v roce 3956 BBY.

### Star Wars: Knights of the Old Republic II: The Sith Lords
Star Wars: Knights of the Old Republic II: The Sith Lords (SW:KotOR II) je druhá hra série, která vyšla 6. prosince 2004. Příběh přinesl nové postavy, rozvinul zápletky prvního dílu a přinesl vysvětlení mnoha aspektů Mandalorianských válek a Jedijské občanské války, zejména motivy jejich aktérů k strašným činům. Řád Jedi je pět let po událostech prvního dílu téměř zničen a galaxií se hemží zbytky poražené sithské flotily pod vedením triumvirátu Sithských Pánů, jež pátrá ve skrytém konfliktu po posledních Jediích. Tvrdě však narazí na odpadlou rytířku Jedi, známou jako Vypovězená, jejíž činy zacelí rány předešlých konfliktů. Hra však nebyla z důvodu uspíšení vydání na nátlak LucasArts nedokončená a příběh je v některých místech nesrozumitelný. Často se řeší mravní hlediska činnosti rytířů Jedi, Sithů, Republiky a následků jejich činů nejen v epoše, kdy se odehrává tato hra, ale naráží i na situace z filmové hexalogie.

### Star Wars: Knights of the Old Republic III (zrušen)
Plánovaný třetí díl série, k jehož vývoji vydala společnost LucasArts pokyn ještě před dokončením prvního dílu série, byl nakonec zrušen. Tentokrát se nemělo jednat o RPG, ale o MMOG, jež měla doplnit projekt Star Wars Galaxies. Vývoj byl zastaven z finančních a strategických důvodů zastaven v rané fázi, kdy vývojáři dle slov Johna Stafforda již měli hotový příběh hry, měli už hotový návrh planet a jejich prostředí, některé úkoly pro hráče, několik herních postav a jejich nástrojů. Hráči přišli o možnost prozkoumat světy jako Taloraan, Rodia, Mandalore a Coruscant, a o postavu jménem Naresha.

### Star Wars: The Old Republic
Star Wars: The Old Republic (SW:TOR) tedy nakonec byl oficiálním třetím pokračování série. Jedná se o MMORPG, jehož příběh se odehrává tři století po událostech prvních dvou dílů. Jedná se o konflikt Jediů se Sithy respektive Republiky s Impériem, který nenastal v době prvních dvou dílů díky kontroverzním činům Revana, Vypovězené a jejich přátel. Konflikt tedy vypukl až v tuto dobu, kdy na něj byla Republika připravena lépe. Hra byla vydána 20. prosince 2011 společností BioWare. Během vývoje hry toto studio uvolňovalo videosekvence popisující dekády dlouhý konflikt Velká galaktická válka, návaznost prvních dvou her a události z komiksů Tales of the Jedi. Hra samotná se odehrává v závěrečných letech období Studená války a v prvním roce Druhé velké galaktické války.

### Star Wars: Knights of the Old Republic (komiksy)
Star Wars: Knights of the Old Republic je série komiksů z let 2006 až 2010 od Dark Horse Comics, jehož autory jsou Mike Richardson a Brian Ching. Popisují Mandalorianské války a vysvětlují mnoho do té doby nevyjasněných událostí, o nichž byly ve hrách jen malé zmínky (např. operace Flashpoint nebo masakr tariských padawanů). Vyšlo celkem padesát čísel a děj je zasazen převážně do roku 3964 BBY.

### Star Wars: The Old Republic: Revan
Star Wars: The Old Republic: Revan je román Drewa Karpyshyna, jenž se podílel na návrhu příběhu ostatních dílů série. Kniha přináší odhalení tajemství pádu Revana na temnou stranu Síly a vypráví, co se dělo mezi KotORem I a II a rok poté, co Vypovězená zničila sithský triumvirát. Kniha obsahuje informace o tom, co se stalo s hrdiny prvního dílu, a o tom, proč se Revan do Republiky za svou ženou a synem již nikdy nevrátil.

## Seznam hlavních postav

### Meetra Surik
Meetra Surik, známá lépe jako Vypovězená (angl. Jedi Exile nebo jen Exile) byla hlavní kladnou postavou počítačové hry Star Wars: Knights of the Old Republic II: The Sith Lords z dílny Obsidian Entertainment. Ve hře samotné pro tuto postavu může hráč vybrat vlastní jméno i jiné pohlaví, ale dle Star Wars kánonu (Legends) je Vypovězená žena a v knize Star Wars: The Old Republic: Revan je její jméno stanoveno na Meetra Surik. Ve hře Star Wars: The Old Republic vystupuje Meetra jako 300 let starý duch.
její výcvik na Jedie začal na akademii na Dantooine pod dohledem více mistrů včetně Kavara i slavné Vimy Sunrider, která si všimla její schopnosti k odříznutí druhých od Síly, tedy ji vyzývala k užívání této moci s rozmyslem. Po vypuknutí Mandalorianské války coby plnohodnotná rytířka Jedi opustila Dantooine a byla osobně naverbována Malakem, ale zanechala tam svého potenciálního padawana Micala. Spolu s dalšími Jedii neuposlechla Radu Jediů nezasahovat do konfliktu. Měla vůdcovský talent, a tak se v hodnosti generála spolu s Malakem zařadila mezi nejvěrnější podřízené Revana. Velela v nejdrsnějších a nejkrvavějších bitvách, kdy neváhala obětovat celé armády, a proslula během druhé bitvy o Dxun, z něhož vytlačovala Mandaloriany za každou cenu, i za ztráty v poměru deseti ku jedné oproti nepříteli.
V závěrečných fázích války jí Revan svěřil dohled nad přípravou konečného zúčtování s Mandaloriany na Malachoru V, kde Bao-Dur pracoval na superzbrani generátoru stínové hmoty. Během závěrečné bitvy mu pokynula k její aktivaci a spatřila hrůzu, kterou způsobila. Superzbraň zničila gravitační bouří mandalorianskou flotilu, značnou část republikové flotily, zdevastovala povrch Malachoru V a přeživší Jedie přimkla k temné straně Síly. Smrt tak ohromného množství osob včetně mnoha přátel, s nimiž sdílela Silová pouta, a celý akt zkázy otevřely na planetě ohromnou Ránu v Síle, že by jí způsobila okamžitou smrt. Avšak zachránila si život tím, že se instinktivně sama zcela odstřihla od Síly, aby neslyšela v ozvěnách Síly jí způsobené výkřiky smrti. Od té doby nemohli její přítomnost cítit ani Jediové ani Sithové, pro které byla jakoby mrtvá. Tím ale jako jediná z přeživších odolala pádu na temnou stranu Síly, a tak se odhodlala jako jediná vrátit na Coruscant, aby před Radou Jedi hájila činy své i všech revanšistů, zatímco ostatní odcestovali do neznámých regionů galaxie. Malak chtěl po Revanovi, aby na ni poslal zabijáckého droida HK-47, ale Revan odmítl s vysvětlením, že alespoň Radě Jedi ukáže pokrytectví jejich učení. Předstoupila před Radu, v níž zasedala i její obdivovatelka mistr Atris, které imponovalo, že Meetra šla chránit nevinné i přes nesouhlas Rady, ale zároveň ji nenáviděla za její údajný pád na temnou stranu Síly. Mistry Jedi však vůbec nezajímalo její vysvětlení, pouze jí oznámili, že je z řádu vypovězena. Svůj unikátní modrozelený světelný meč zapíchla do obelisku uprostřed síně a opustila Coruscant. V její nepřítomnosti pak Rada Jediů projednala skutečné důvody vypovězení: báli se Rány v Síle, která ji obklopovala. Též jejím prostřednictvím chtěli vyšetřit, proč tolik Jediů podlehlo temné straně Síly. Meetra odcestovala do Vnějšího pásu, kde přečkala Jedijskou občanskou válku, a strávila tam následujících deset let. Zavrhla způsoby Jediů kromě jediného: žádné budování vztahů.
V roce 3951 BBY mistr Atris zosnovala její návrat do kolabující Republiky, aby ji použila k vylákání temné sithské hrozby útočící ze stínů. Tehdy byl Malak již poražen, Revan zmizel a všichni známí Sithové byli mrtví. Atris rozšířila falešnou informaci, že je Vypovězená, jak začala být známá, posledním žijícím Jediem. Vypovězená nastoupila do lodi Harbinger, letící na Onderon, ale admirál Carth Onasi rozkázal přesměrovat let na Telos IV. Cestou Harbinger zachytili nouzový signál Ebon Hawku údajně napadeného sithskou fregatou. Obě lodi však byly opuštěné a nalezli pouze znetvořené tělo Dartha Siona; zdálo se, že je mrtvý. Jednalo se o léčku, díky níž se na Harbinger dostali maskovaní sithští vrazi a Sion se po několika dnech letu náhle probudil. Posádka Harbingeru byla vyvražděna, ale Vypovězenou nenašli, protože tu během masakru nadopoval droid zabiják HK-50 sedativy a dobře ji před Sithy schoval. Nalezla ji ale Kreia, jež ji ukryla na Ebon Hawk a spolu s Vypovězenou zmizela. Sion na loď dal vystřelit, čímž obě málem zabil, avšak díky droidovi T3-M4 doletěly k těžební stanici Peragus.
Po několika dnech se probrala a našla v márnici Kreiu, která „vstala z mrtvých.“ Personál byl kompletně vyvražděn těžebními droidy, které HK-50 přeprogramoval k „ochraně“ Vypovězené pro vlastní účely. Ta po procitnutí cítila, že se jí začalo obnovovat ztracené spojení se Silou. Byla schopná přijímat telepaticky vzkazy od Kreyi. Z vězení vysvobodila Attona, který ji naváděl šachtami k hangáru s Ebon Hawkem, ale ke stanici dorazil Harbinger i se Sionem a jeho vrahy na palubě, což jim paradoxně pomohlo dostat se na Ebon Hawk rychleji. Kreia se se Sithem utkala sama, jenž jí světelným mečem usekl ruku. Vypovězená to pocítila tak intenzivně, že téměř omdlela. Uvědomila si, že s Kreiou sdílí nebývale silné pouto ze Síly, které by ji mohlo i zabít, pokud by zemřela. Unikli na obří vesmírné stanici Citadela kroužící kolem Telosu IV, odkud byl řízen projekt obnovy života na planetě. Byli zatčeni za zničení Peragusu a během vazby se dověděla, že na ni zločinecký syndikát Centrála vypsal odměnu. Proto čelila pokusu o vraždu lovcem odměn převlečeným za příslušníka bezpečnostních složek. Ebon Hawk byl ale mezitím ukraden, takže po se po propuštění mohla potloukat jen po Citadele, kde o vliv bojovali Ithoriani řídící projekt obnovy Telosu a společnost Czerka sledující vlastní zájmy. Nakonec se dokázala dostat na povrch Telosu, ale stíhačka půjčená na Citadele byla sestřelena žoldáky Czerky. Zde ji, Attona a Kreiu nalezl Bao-Dur, její dávný podřízený. Ačkoliv si na něj moc nepamatovala, stále ji ctil jako generála a pomohl jim proniknout do podzemní továrny, kde sehnali jiný letoun. Na severním pólu se nacházela stará zavlažovací stanice a tam se také nacházel Ebon Hawk.
Byli sestřeleni hlídkou droidů HK-50 a následně je dovnitř pozvaly echanijské „služebné“. Zde se Vypovězená po letech znovu setkala s Atris a pohádala se s ní kvůli svému „pádu na temnou stranu“, krádeži Ebon Hawku a zničení Peragusu. Atris jí však dovolila odejít a sama se zamkla ve své komoře. V Ebon Hawku celá družina zamířila pryč. T3-M4 získal Atrisinu databázi včetně nahrávky zasedání Rady Jedi, při níž byla Meetra vypovězena. Obsahovala i následnou diskuzi poté, kdy odešla. Dále obsahovala seznam pěti posledních mistrů Jedi: Atris na Telosu, Kavar na Onderonu, Vrook Lamar na Dantooine, Zez-Kai Ell na Nar Shaddaa a Lonna Vash na Korribanu, tedy šlo o všechny přítomné během jejího vypovězení. Do družiny Vypovězené se infiltrovala Brianna, aby pomáhala mistry najít a aby sledovala na příkaz Atris její činy.
Během cest přijala do týmu mnoho dalších postav a některé začala cvičit na Jedie. Postupně nalezla všechny mistry a pomohla uklidnit nepříznivé situace na dotyčných světech, když například Onderon čelil stínové infiltraci Sithů vedených Darth Nihilusem. Jedinou Loonu Vash nalezl mrtvou v pobořené, opuštěné akademii Sithů na Korribanu, kde se opět ukázal Darth Sion, ale na tento boj ještě nebyla připravená, a tak unikla. Mistři kromě Vash a Atris se shromáždili v pobořené akademii Jediů na Dantooine, kde je Vypovězená hodlala vyzvat ke společnému boji proti Sithům útočících ze stínů, jenže ti ji hodlali podruhé odsoudit. Nikoliv za účast v Mandalorianských válkách, ale kvůli ohromné Ráně v Síle, která ji obklopuje a kterou ona sama vytvořila rozkazem aktivovat generátor stínové hmoty na Malachoru V. Tato Rána v Síle způsobuje nekontrolovatelný růst její moci, čímž by se časem stala daleko horší hrozbou než Sithové. A proto ji mistři Jedi chtěli odstřihnout od Síly nadobro. Do síně dorazila Kreia, jež místo toho odstřihla od Síly dotyčné mistry a způsobila jim smrt. Vypovězená zůstala ležet na zemi v bezvědomí, zatímco Kreia s Briannou zmizela.
Vypovězené došlo, že zmizely na Telos IV, a tak se tam vypravila, aby zachránila Brianně život před běsnící Atris, jež tam pozvolna vlivem sithských holokronů podlehla temné straně Síly. Porazila ji tedy v boji, ale nezabila ji. Atris jí pověděla, že „Kreiu,“ nalezne na Malachoru V. Nejprve se ale musela s pomocí Canderouse Orda a Visas Marr vypořádat s Darth Nihilusem na palubě vesmírné lodi Ravager, jež náhle napadla Telos IV. Zdánlivě nesmrtelného Nihiluse oslabila odstřihnutím Silového pouta mezi ním a Visas a jeho porážkou zacelila Ránu v Síle, kterou představoval. Navíc se dověděla, že jeho útok ve skutečnosti zrežírovala Kreia falešnou informací o mnoha Jediích na Telosu. Ravager se rozpadl, zatímco Republika pod velením admirála Cartha Onasiho vyhladila ostatní sithské jednotky. Vypovězená se s ním zde později setkala a zajímalo, kam zmizel Revan. Na to však neznala odpověď, a tak jí Carth pověděl, že si Revan vzpomněl na něco strašlivého a temného v hlubinách neprozkoumaného vesmíru. Požádal ji, aby zkusila Revana najít. Přítomna byla i Bastila Shan, avšak s tou nemluvila.
Po těchto událostech zamířila na Malachor V, kde zastavila zbylé dva ze Sithského triumvirátu. Vyhledala Trayusskou akademii, kde osvobodila ze zajetí své členy party a cestou sama porazila desítky sithských vrahů a Darth Siona, jenž setrvával technikou sugesce bolesti na světě, i když by měl být správně už nastokrát mrtvý. Přesvědčila ho, aby sám opustil Sílu a konečně zemřel vykoupen. Během boje s ním se dověděla, že ji Darth Sion tajně miloval, což ohrožovalo jeho (ne)život. Nakonec našla v jádru akademie Kreiu, jež ukázala svou skutečnou identitu: Darth Traya. Zuřivý boj Vypovězená zakončila useknutím její druhé ruky, takže následoval boj proti třem telekineticky ovládaným světelným mečům, který také zvládla. Podařilo se jí přesvědčit, aby Kreia skoncovala s touhou zničit Sílu jako takovou. Od Kreiy si vysloužila pochvalu, že byla její nejlepší studentkou vůbec, a s několika posledními proroctvími Kreia zemřela. Vypovězená během cesty pryč nařídila Bao-Durovi, aby znovu aktivoval generátor stínové hmoty, kterým nadobro zničil Malachor V, čímž byla zacelena poslední Rána v Síle.
Meetra se vrátila na Dantooine, aby dokončila svůj vlastní výcvik, ale pak droid T3-M4 ukázal, že informaci o Revanově osudu měl celou nahranou v sobě, ale trval na tom, že ji ukáže jedině Bastile. Meetra ji tedy vyhledala na Coruscantu, kde si obě prohlédly záznam havárie Ebon Hawku na planetě Nathema a Revanovo zajetí čistokrevným Sithem, o kterých se soudilo, že dávno vyhynuli. Meetra se rozhodla Revana najít a identifikovat nově nalezenou hrozbu a Bastila jí svěřila Revanovu masku doufaje, že mu pomůže navrátit si ztracené vzpomínky a moc. Na Nathemě se jí udělalo velmi nevolno, protože šlo o mrtvou planetu bez známek života, kdysi však plnou života, které dle informací získaných z dat v někdejší vládní budově kdysi vládl lord Vitiate a po porážce Impéria ve Velké hyperprostorové válce sem svolal sněm přeživších vysoce postavených Sithů, ale v tu chvíli nahrávka náhle skončila. Meetra si odvodila, že šlo o temný obřad, jenž celou planetu zahubil. Ze získaných dat ale zjistila, že Vitiate nařídil svým věrným vyhledat svět Dromund Kaas.
Na Dromund Kaasu se jí podařilo najít Sitha z nahrávky, jenž se jmenoval Scourge, který věděl, kde je Revan vězněn. Spolu ho osvobodili, ona mu dala masku a on poté, kdy se vzpamatoval z přívalu ztracených vzpomínek, zabil svou věznitelku Darth Nyriss. Trojice zmizela a přečkala noc v úkrytu, kde Meetra ukázala Revanovi droida T3-M4, jenž mu ukázal záznam od Bastily a jejich syna Vanera. Naplánovali infiltraci imperátorova paláce, aby zabili Vitiateho, ale zde našla Meetra svou smrt, když ji zabil ranou zezadu sám Scourge, jenž jednal pod vlivem vize vnucené Silou, což se mu přihodilo poprvé v životě. Meetra totiž nalezla Revana poraženého Vitiatem a místo toho, aby imperátora zabila (což by stálo Revana život), pouze vhodila svůj světelný meč do rány imperátorova světelného meče, kterým hodlal Revana zabít, čímž byla jejich infiltrace pokažena a boj s imperátorem nevyhratelný. Revan byl zajat a umístěn do jakési stáze, přičemž Meetra zůstala ve světě živých přítomná jako duch, který Revana povzbuzoval po celá tři staletí.
Během Studené války její duch kontaktoval mistra Jedi Otega, že je potřeba osvobodit ze sithského zajetí důležitého Jedie, takže byla vyslána expedice, jež uspěla a vysvobodila Revana. Tomu se zjevila a ponoukla ho k tomu, aby se vrátil ke své misi zabít imperátora Vitiateho. Pak na nějaký čas zmizela, ale vrátila se v roce 3622 BBY během Třetí galaktické války. Tehdy Revan hodlal s imperátorem skoncovat jednou provždy. Na vesmírné lodi byli v bezvědomí velmistr Jedi Satele Shan a mnoho jejích studentů a Kira Carsen po nálezu Satele provedla se svou skupinu meditaci, aby se jí otevřela její mysl a umožnila jí odvrátit hrozbu, že by se imperátor opět znovuzrodil. Uvnitř Sateliny mysli celá skupina narazila na ducha Meetry Surik, které se duch imperátora vysmíval za její nezdařený atentát na něj. V nastalém boji byl sithský imperátor Vitiate nadobro zničen, když skupině hrdinů pomohli duchové všech osob, včetně Meetry. S konečnou porážkou Vitiateho konečně Meetra Surik splynula se Silou.

### Bastila Shan
Bastila Shan patřila mezi nejtalentovanější rytíře Jedi své generace a ještě před dosažením dospělosti ovládla nadání bojové meditace, kterou na dálku podporovala bojovou morálku svých spojenců.
Narodila se na Talravinu do rodiny hledačů pokladů, později ji objevili rytíři Jedi a odvezli ji do jediiské akademie na Dantooine. Když jí bylo zhruba patnáct let, pokusil se ji Malak naverbovat do Mandalorianské války. Nabídku tehdy odmítla a přátelé, kteří šli s Malakem, se po třech letech vrátili zpět jako Sithové. Bastila se stala jedním z nejdůležitějších spojenců Rady Jediů, přestože byla pouze padawanem.
V roce 3 957 BBY byla součástí mise, jejímž cílem bylo zajmout Darth Revana. S pomocí bojové meditace proklouzli na jeho vlajkovou loď a obklíčili ho na můstku. Darth Malak však zradil svého mistra a dal střílet na jeho loď. Bastile se povedlo útok přežít a z lodě zmizela i s vážně zraněným Revanem, jehož bezvládné tělo předala Radě Jediů. Během jedijské občanské války zařídila Bastila Republice mnoho důležitých vítězství, a tak se o ní začal zajímat Malak. Chtěl ji zajmout během její mise na Taris, ale z lodi Endar Spire unikla na povrch planety, kde upadla do zajatí místního gangu. Ze zajetí ji vysvobodil jeden ze dvou republikových vojáků, kteří se též zachránili, a z Tarisu unikli před orbitálním bombardováním v lodi Ebon Hawk.
Rada Jediů na Dantooine rozhodla, že se Bastilin zachránce stane Jediem. Společně pak nalezli ve zdejších ruinách pradávnou hvězdnou mapu a dozvěděli se o zařízení Star Forge. Rada je oba vyslala najít další, avšak Bastila v průběhu mise pocítila zakázané emoce. Sithové však Ebon Hawk po nalezení čtvrté hvězdné mapy dopadli a posádku uvěznili a mučili. Povedlo se jim uprchnout, avšak Darth Malak je zdržel a onomu Jediovi vyzradil, kým ve skutečnosti je. Bastile nezbylo než přiznat pravdu a trvala na tom, že tak činila pro jeho dobro. Zdržela Malaka bojem, aby ostatní mohli uprchnout. Malak ji odvlekl na Lehon, kde ji mučením zlomil na temnou stranu. Ve chrámu prastarých čekala na Revana a navrhla mu znovu se stát Temným pánem ze Sithu, což odmítl. Bastila se tedy stáhla na Star Forge, kde bojovou meditaci obrátila proti příchozí republikové flotile. Podruhé se střetla s Revanem, který ji přiměl k návratu na světlou stranu a vyznal jí lásku. Rozhodla se nadále neskrývat své city a namířila bojovou meditaci proti sithské flotile, zatímco Revan bojoval s Malakem. Po jeho porážce uprchli z vybuchující Star Forge a na Lehonu dostali nejvyšší republikové vyznamenání.
Po těchto událostech se však ke světlé straně a do područí Rady Jedi nikdy zcela nevrátila. Na Coruscantu se za Revana provdala, a to vedlo ke konfliktu s Radou Jedi, v němž Bastila stála pevně za svým mužem. Výsledkem sporu byla dohoda, že bude jejich sňatek schválen pod podmínkou, že nebudou své způsoby veřejně prezentovat, protože Rada Jedi neměla na svojí straně veřejnost, když pro bezpečnost v galaxii na rozdíl od Bastily a Revana nedělala nic. Bastile se dohoda nelíbila, ale Revan ji přesvědčil, aby se s ní smířila. Po dvou letech Revan Bastilu opustil, aby zjistil podrobnosti o své zapomenuté minulosti a aby neohrozil jejich nenarozené dítě. Bastila do T3-M4 tajně vepsala návratový příkaz, kdyby se mu něco stalo. V roce 3 954 BBY porodila syna Vanera Shana, jemuž dala své příjmení místo Revanova, aby nevzbuzoval nechtěnou pozornost. Během Temných válek pomáhala udržet Republiku pohromadě.
Ostatní Jediové záhadně mizeli a není známo, zda se sithští vrazi pokusili zabít i Bastilu. S admirálem Carthem Onasim se zúčastnila bitvy o Telos IV proti Darth Nihilusovi. Jakmile Vypovězená porazila ostatní členy sithského triumvirátu, navštívila na naléhání T3-M4 Bastilu, která jí svěřila Revanovu masku, kterou léta potají ukrývala. Zbytek života strávila se svým synem na Coruscantu, který se o několik desetiletí později stal senátorem. Svého muže Bastila už nikdy neviděla. O tři století později její praprapravnučka Satele Shan navázala na odkaz svých dvou jedijských předků a bojovala proti „Pravým Sithům“, proti nimž bojoval i Revan.

### Canderous Ordo
Canderous Ordo je mandalorianský válečný veterán, který bojoval ve Velké sithské válce a v Mandalorianských válkách proti Staré Republice a rytířům Jedi. Po porážce mandalorianských klanů se nechal zaměstnat na Tarisu Davikem Kangem jako vymahač dluhů. Když sithové na Taris uvalili blokádu, Ordo se rozhodl z planety odejít. Pomohl Revanovi s krádeží Ebon Hawku a prchl před bombardováním povrchu světa. Canderous následoval Revana navzdory občasným nesouhlasům s jeho rozhodnutími, ale respektoval ho jako jednoho z nejlepších bojovníků bývalých nepřátel, s nímž byla čest spolupracovat.
Po Revanově odchodu ze známé galaxie se Canderous ujal pozice vůdce mandalorianů, když společně nejprve našli ukrytou Mandalorovu masku. Obnovil základnu na Dxunu, měsíci obíhající Onderon, a navlékl zbroj pokrývající celé tělo, neboť dle tradice Mandalore nikdy nesundá svou zbroj. Canderous se vrátil na galaktickou scénu pět let po konci války o Star Forge, jak ji nazvali sami mandaloriané, a stal se spojencem Vypovězené.
S Carthem probíral zkušenosti z Mandalorianských válek, ale byl zklamán z jeho názorů na jejich válečnický kult. Něco podobného slyšel jako Mandalore i od Bao-Dura během diskuze o jeho roli v bitvě o Malachor V, kde Bao-Dur prohlásil, že nepotřebuje mandalorianský druh cti, a označil je za vrahy. Podle proroctví Darth Trayi bude Canderous ještě bojovat v mnoha bitvách.
Ve hře ho daboval John Cygan. Canderousovi je v KotORu II podle komentářů Chrise Avellona na fóru Obsidian Entertainment 63 let, tedy se narodil v roce 4014 BBY.

### T3-M4
T3-M4 (3956 - 3950 BBY) byl astrodroid, který vystupoval coby obdoba známého droida R2-D2 v KotORu I, II i v knize TOR:Revan. Sestrojila ho nadaná tariská twi'lecká mechanička Janice Nall původně na zakázku místního mafiánského bosse Davika Kanga. Umí zacházet s počítači, nabourávat se do nich, i bojovat. Droidovi nebyla nikdy promazána paměť, takže byl velice věrný svému majiteli, Revanovi.
Revan si ho s sebou vzal na svou výpravu do neznáma, aby identifikoval skrytou hrozbu ze svých snů. Nakonec havarovali na planetě Nathema, kde byl Revan zajat Sithy. Droida však zanechali na místě a ten celý rok Ebon Hawk opravoval. Měl v sobě totiž od Bastily nahrán návratový příkaz pro případ, že by se Revanovi něco stalo. Dle jejích instrukcí hledal ji, jiného Jedie nebo dokonce Sitha, který by byl schopen Revanovi pomoct. Nakonec našel Kreiu a Vypovězenou, kterým dle příkazu sloužil. Droid po zničení sithského triumvirátu doprovodil Vypovězenou na návštěvu k Bastile, aby oběma přehrál záznam Revanova únosu. Droid se s Vypovězenou vydal Revana hledat a po jeho osvobození mu přehrál hologram jeho již čtyřletého syna Vanera. Později asistoval při pokusu zabít Imperátora na Dromund Kaasu, ale mise se nezdařila. T3-M4 zachránil Revanovi život, když podpálil hábit Imperátorovi, který blesky smažil Revana zaživa. Imperátor na droida udeřil výbojem blesků, který následně explodoval a zbylo z něj tisíce kousků.

### HK-47
HK-47 (3959 - cca 2 BBY) je droid, jenž se vyskytoval v obou dílech KotORu a v rozšíření MMORPG Star Wars: Galaxies: Trials of Obi-Wan byl popsán jeho konečný osud, neboť přetrval po tisíce let. HK-47 se také vrátil jako jedna z nepřátelských postav v MMORPG Star Wars: The Old Republic.
Jedná se o unikátní druh droida zabijáka, jehož předlohou byla neúspěšná série HK-01 z Coruscantu, která v roce 4015 BBY zdivočela během Velké droidí revoluce. Jeho vnější design vychází z modelu HK-24 od společnosti Czerka Corporation a Darth Revan modifikoval jeho vzhled i chování, aby plnil pouze jeho rozkazy. Jelikož byl sestrojen jako droid zabiják, obsahoval kromě modulů běžných u protokolárních droidů, za kterého se často při pronásledování svých cílů vydával, také protokoly zabijáka (Assassination protocols). Kvůli utajení mise se mu automaticky vymaže paměť kromě primárního naprogramování, aby při jeho zničení či deaktivaci nedošlo k odhalení jeho majitele. Paměť se droidovi obnoví až při úspěšném návratu. Kromě své primární funkce je schopen obstojně fungovat jako protokolární droid. Charakteristický je jeho smysl pro černý humor, který mu při vštípil Revan, a oslovování organických bytostí slovem „masňák“ (angl. Meatbag).
Název HK-47 vychází dle informací od vývojářů hry SW:KotoR zčásti z útočné pušky AK-47.

### Carth Onasi
Carth Onasi (nar. 3994 BBY) byl republikový voják ze zničené planety Telos IV, jenž bojoval v Mandalorianských válkách i v Jedijské občanské válce. Během bojů zažil mnoho zrad od svých přátel, včetně svého nadřízeného Saula Karatha, takže nikomu nedůvěřoval. Otevřel se až parťákovi, s nímž sloužil na misi Endar Spire, ale i tentokrát byla jeho důvěra otřesena, protože tímto parťákem byl ve skutečnosti Revan, nepřímo zodpovědný za likvidaci jeho domovské planety a smrt manželky. Dokázal se přes to nakonec přenést, když mu Revan pomohl usmířit se se synem a porazil Malaka.
Po skončení bojů byl povýšen do hodnosti admirála a monitoroval z lodi Sojourn činy Vypovězené, jež bojovala proti zbytkům Sithů. Účastnil se krvavé bitvy o Telos IV proti Sithům Dartha Nihiluse, čímž vůči svému světu i vůči sobě splatil velký dluh. Později se Vypovězené ptal, zda neví něco o Revanovi, ale mohl jí jen popřát šťastnou cestu, neboť o Revanovi také nevěděla nic.

### Mission Vao
Mission Vao (nar. 3970 BBY) byla twi'lecký sirotek z Tarisu. Revanovi pomáhala jako teprve čtrnáctiletá zachránit Bastilu ze zajetí šéfa konkurenčního gangu a později také dostat se z planety, což jí zachránilo život. Na Taris se dostala se svým bratrem, který ji zde zanechal jako teprve šestiletou samotnou, ale utvořila nerozlučnou dvojku s wookijským dobrákem Zaalbarem. Přes svůj nízký věk a tvrdé dětství je optimistická a dobře ovládá zbraně a počítače. Se svým wookijským parťákem doprovázela Revana po galaxii, kdy našla svého bratra, s nímž se pokusila vyříkat jeho náhlé opuštění Tarisu, avšak čekalo ji zklamání, neboť se z něj vyklubal lhář a darebák. Když dospěla, začala podnikat.

### Zaalbar
Zaalbar, nebo také Velkej Z (angl. Big Z), byl wookijský vyhnanec z Kashyyyku, který se usadil na Tarisu. Při konfliktu s členy gangu Černých Vulkarů se seznámil s Mission a od té doby ji doprovázel na jejích dobrodružstvích po dolním městě a ve stokách. Jednoho dne byl zajat gammoreskými lovci otroků, ale byl zachráněn Mission a Revanem, kterého k němu dovedla. Revanovi se zaslíbil doživotním závazkem a následoval ho po celé galaxii.
S Revanem se vrátil i na svůj domovský Kashyyyk, kde ho zajal jeho bratr Chuundar, zdejší diktátor a otrokář, který Wookiee do galaxie vyvážel prostřednictvím společnosti Czerka, často se jednalo o jeho nepřátele. Když na jeho kšefty Zaalbar před lety přišel, vyústilo to v hádku a konflikt, kdy Zaalbar bratra napadl svými drápy. Využití drápů k boji je Wookieeji považováno za zavrženíhodný čin, a tak byl bratrem i vlastním otcem Freyyrem vyhnán. Později si Freyyr uvědomil chybu, když byl sám vyhnán Chuundarem do země stínů, aby zde zemřel. Nějakým způsobem však přežil a nakonec potkal Revana, který mu dodal impulz proti Chuundarovi zakročit. Spolu se Zaalbarem ho pak zabili a otrokáře z Kashyyyku vyhnali. Zaalbar doprovodil Revana až na závěr jeho mise při hledání Star Forge. Není známoJeho další osud není znám, zdali se vrátil na Kashyyyk vládnout se svým otcem, nebo nadále pomáhal Mission.

### Jolee Bindo
Jolee Bindo je svérázný šedý rytíř Jedi, balancující na hraně mezi světlem a temnotou, který bojoval po boku Revana proti Malakovi. Za mlada byl neposlušný vůči Radě Jedi, a nikdy nepostoupil na vyšší pozici než padawan. Například neuposlechl příkazy Radym když se podílel na prolomení blokády v odlehlém systému Ukatis, trpící hladomorem, jehož král úmyslně svou říši uvrhl do izolace. Republika nezasahovala, a Jolee ochotně pomáhal pašerákům. Při jedné pašerácké "misi" byl i se svým kontrabandem sestřelen.
Sestřelila ho vojákyně Nayama, kterou Jolee okouzlil tak, že mu poté pomohla uniknout z planety. Nakonec se s ní Jolee oženil, čímž rozzuřil Radu. Jako by už neměl průšvihů dost, začal Jolee bez souhlasu Rady svou manželku cvičit jako rytířku Jedi. Po vypuknutí Velké sithské války to mělo za následek, že se Nayama přidala k Exaru Kunovi a podlehla temné straně Síly. Nayama se během války vrátila za svým mužem ve snaze zlákat ho také, avšak Jolee odmítl a svou ženu v následujícím souboji porazil. Pro svou lásku k ní ji nechal žít a doufal, že se sama vrátí ke světlu, avšak stala se lovkyní Jediů, až byla nakonec zabita při rozhodující bitvě.
Po válce byl postaven před soud Rady Jedi a byl shledán nevinným, neboť podstoupil svou lekci tou nejtvrdší cestou. Jolee byl z verdiktu velice zklamán, neboť si dle svého názoru zasloužil tvrdý trest. Odmítl povýšení na rytíře Jedi a zvolil dobrovolný exil. Živil se jako příležitostný pašerák, než se svou stařičkou lodí havaroval na Kashyyyku, kde se rozhodl zůstat až do konce života. Pro místní wookieeje byl odvážný podivín, protože žil v nebezpečných hlubinách kilometry vysokých lesů. Po mnoha letech tam potkal Revana a rozhodl se svůj exil ukončil. Následoval ho při hledání Star Forge a jako jedinému se svěřil o své minulosti. Na Manaanu se setkal se svým dávným přítelem Sunrym, který Joleemu kdysi pomohl s odchodem z řádu, jenž nyní čelil obvinění za vraždu. Na neznámé planetě (později Lehon) u Star Forge následoval s Juhani Revana do chrámu Rakatů, kde bojovali proti Bastile Shan, kterou Malak obrátil na temnou stranu. Star Forge nakonec byla zničena a sithská flotila rozmetána.
Jolee se později proslavil svým putováním po Vnějším pásu a Neznámých oblastech galaxie. Zanechal po sobě holokron se záznamy svých cest.

### Juhani
Juhani (nar. cca 3975 BBY nebo dříve) byla catharská rytířka Jedi, jež nakrátko podlehla temné straně Síly po provokaci od jejího mistra, kterého pak ve vzteku vážně zranila. Na Dantooinu ji však z jejího vlivu osvobodil Revan, kterého poté na příkaz Rady Jediů následovala v cestě po galaxii, aby se naučila lépe čelit temnotě i za branami akademie Jediů. Po Jedijské občanské válce pracovala na obnově řádu, ale pak se ztratila stejně jako většina jejích kolegů a kolegyň. Její další osud není znám, ani to, zda byla během temných válek zabita sithskými vrahy.

### Atton Rand
Atton Rand (nar. 3983 nebo 3980 BBY na Alderaanu) byl podvodník, karbaník a pilot, který skrýval velká tajemství. Například znal echanijské bojové umění. Kreia při čtení jeho myšlenek tato tajemství odhalila a naznačila, že Atton není jeho pravé jméno. Vydírala ho, aby pomáhal Vypovězené a neuprchl. Do Vypovězené se zoufale zamiloval, takže jí už sloužil dobrovolně, ale nevycházel s ostatními členy její party. Nerozuměl si s Bao-Durem, Miru a Briannu dokonce nemohl vystát vůbec, Kreiu nazýval starou čarodějnicí, na T3-M4 ventiloval svou bezdůvodnou nenávist k droidům, na Micala nesmyslně žárlil atd. Dobře to znal na Nar Shaddaa a díky jeho plánu propašovat T3-M4 do dílny Voggy Hutta parta dokázala zachránit Vypovězenou z maskované lodě bosse Centrály známého jako Goto. Na Nar Shaddaa potkal dva twi'leky, kteří Vypovězené prozradili, že Atton má tajemství, a tak byl nucen se přiznat.
Byl sotva plnoletý, když vstoupil do armády a sloužil během Mandalorianských válek pod Revanem a Malakem, pro něž později pracoval jako sithský vrah. Lovil Jedie a mučením je obracel na temnou stranu, protože je nenáviděl za jejich pokrytectví. Jednoho dne narazil na rytířku, která u něj odhalila nadání ovládat Sílu, o čemž neměl tušení on sám ani ostatní Jediové a Sithové, neboť Atton měl vysoce vyvinutou schopnost čelit trikům ovlivňujících mysl. Tuto rytířku téměř umučil, ale ta v něm probudila schopnost cítit okolí Silou a vnutila mu vizi, v níž svými skutky ničí život jako takový. Poté jí dal rychlou smrt a myslel si, že miluje zabíjení, ale později si uvědomil, že ji zabil proto, že se do ní zamiloval. Ve strachu, aby jeho talent neodhalili Sithové a neposlali na Korriban k výcviku, nebo aby ho rovnou nezabili, dezertoval a na Nar Shaddaa se ztratil v davu. Po letech pracoval v peraguských dolech, kde se kvůli porušení bezpečnostních předpisů dostal do vězeňské cely, což mu zachránilo život. A tam také narazil na Vypovězenou.
Ta mu během cest vysvětlila, že ne všichni Jediové jsou arogantní a ignorantští, jak si mylně myslel, takže mu odpustila, že jí celou dobu o sobě lhal. Vytrénovala ho na Jedie, aby se vykoupil ze svých činů. Po likvidaci sithského triumvirátu pomáhal obnovit řád Jedi.

### Bao-Dur
Bao-Dur (nar. cca 3980 BBY nebo dříve na Iridonii) byl zabracký voják, jenž působil během Mandalorianských válek v republikové armádě jako poručík pod velením Vypovězené, kterou oslovoval generále. Byl znamenitým technikem a konstruktérem zbraní, ale sžírala ho upřímná nenávist vůči mandalorianům, kteří v bitvě o Iridonii zabili mnoho civilistů, a touha po pomstě. Proto s nadšením na Malachoru V budoval superzbraň generátor stínové hmoty. Během bitvy o Malachor V zbraň zapnul na tichý pokyn hlavou Vypovězené. Důsledky účinku zbraně byly devastující a sám Bao-Dur přišel o levou ruku, kterou nahradil protézou vlastní konstrukce. Poté se změnil, začal být tichý a byl navždy traumatizován zážitky z Malachoru V.
Revana a Malaka dál nenásledoval, stáhl se do anonymity a začal pracovat jako konstruktér, ale už ne zbraní, protože začal toužit pomáhat obyvatelstvu. Neúspěšně vyvíjel planetární štít, aby ochránil jakýkoliv svět před bombardováním z vesmíru. Poté se zúčastnil programu obnovy Telosu IV, kterou financovala Republika a prováděli Ithoriani, aby zde konstrukcí atmosférických štítů pomohl zasadit nový život místo toho, který zničil na Malachoru V. Jenže projekt narušila společnost Czerka, jež se snažila prostřednictvím korupce dostat na povrch Telosu k tajným podzemním základnám. Proto ilegálně odletěl z orbitální stanice na povrch Telosu, aby to zastavil. Krátce poté žoldáci Czerky sestřelili loď, z níž vytáhl Vypovězenou, Attona a Kreiu. Té později pomáhal v cestách po galaxii, upravil naprogramování všech tří droidů a nakonec zjistil, že je citlivý na Sílu. Od Vypovězené se tedy nechal vycvičit na Jedie. Nemohl však vystát přítomnost Mandalora. Po návratu na Malachor, kdy Ebon Hawk v bouři narazil do skály, byl zraněn. Avšak droidík, kterého si sestrojil už v době svého dětství, obsahoval instrukce, jak znovu zapnout generátor stínové hmoty. Po poražení sithského triumvirátu droidík generátor aktivoval, čímž byl Malachor zničen. Bao-Dur se poté podílel na obnově zdecimovaného řádu Jedi.

### Brianna
Brianna (nar. 3976 BBY), známá také jako Poslední služebná (Last Handmaiden), byla křížencem Echani a člověka. Její otec byl slavný generál Yusanis a matkou Arren Kae, mistr Jedi. On však již byl ženatý a měl pět dcer, ale Arren se z jejich vztahu narodila dcera Brianna. Ta svou matku nikdy neviděla a když jí bylo deset, byl milostný vztah jejích rodičů prozrazen a Arren Kae byla z řádu vyloučena. Arren tedy po boku svého milence, jenž kvůli ní opustil rodinu, bojovala během Mandalorianských válek a během bojů údajně byla zabita, což Yusanisovi zlomilo srdce a už nikdy o ní nemluvil, ani s Briannou. Brianna nakonec osiřela, když Yusanise zabil Darth Revan. Se svými pěti sestrami z manželství otce vstoupila do služeb mistryně Atris, aby jí pomohla s obnovou zdecimovaného řádu založením tajné akademii Jedi na Telosu IV. Se sestrami jí sloužila jako Služebná a spolu s nimi po galaxii hledala ztracené jedijské i sithské artefakty. Atris přísahaly, že nikdy nebudou studovat Sílu a budou sloužit jako hlídačky Jediů, aby už žádný nikdy nepropadl temné straně.
Brianna byla jako jediná ze sester citlivá na Sílu po matce. Přestože to Atris věděla, nikdy ostatním služebným neřekla o jejím potenciálu. Sestry považovaly Briannu za nejhorší z nich, tedy za Poslední služebnou, velkou měrou pro její nečistokrevnost, protože echanijské ženy vypadají jako klony jejich matky, a tak se Brianna podobala Arren Kae a nesla dle echanijských tradic vinu svých rodičů za milostnou aféru. Brianna proto přestala používat své jméno. Atris ji jednoho dne poslala ukradnout na stanici okolo Telosu Ebon Hawk, v němž přiletěla Vypovězená, jež se nakonec dostala do jejich tajné akademie. Brianna nechápala, proč Atris na Vypovězenou tolik slovně útočila, navíc se zakázanou vášní vášní. To v ní probudilo zvědavost a o samotě si s Vypovězenou promluvila. Ze začátku se jí trochu bála, ale nakonec se rozpovídala, když se ujistila, že Vypovězená nepodlehla temné straně, jak ji Atris obviňovala. Svěřila se, že ji při tréninku echanijského boje vždy rozhodí jedijské artefakty a střípky učení, jež se jí povedlo pochytit, a proto je asi "poslední". Zajímalo ji, jaké to je cítit Sílu.
Pokud je ve hře SW:KotOR II TSL Vypovězená mužem, následuje ho Brianna coby Služebná (Handmaiden) v partě. Pokud je ženou, zůstává na Telosu, ale dle kánonu následuje po cestách Vypovězenou i jako ženu. Atris dala Brianně úkol vkrást se na Ebon Hawk a sledovat Vypovězenou, tedy dělat to, k čemu byla vytrénována. Díky T3-M4 se na loď dostal videozáznam toho, jak ji Atris úkolovala, takže jí nikdo nevěřil a Atton ji otevřeně nazval špionem. Stáhla se do nákladního prostoru, kde trénovala. Postupně si k Vypovězené našla cestu, třebaže jí Atris vyloženě přikázala jí nevěřit. S Visas Marr se však nesnášela, Attona považovala za idiota a Kreia se jí vyhýbala úplně a byla z ní viditelně nesvá. Naučila Vypovězenou echanijský způsob boje a jakmile začala Vypovězené věřit, oblékla se do jedijské róby své matky a svěřila se s příběhem svých rodičů.
Vypovězené pak Kreia řekla, že Arren Kae znala, tedy bude vhodné Služebnou vycvičit na Jedie. Brianna na nabídku kývla, přestože tím porušila přísahu mistryni Atris. Kreia pak Atris poslala telepaticky chladnokrevný vzkaz "Zrada!" Brianna se po zradě Kreiy na Dantooine vrátila na Telos, aby ji vydala Atris, avšak zjistila, že Atris mezitím propadla temné straně Síly. Ta na Briannu poštvala její sestry a pak zaútočila rudým světelným mečem sama. Brianna byla nakonec poražena a mučena blesky. Dorazila však Vypovězená, aby přivedla padlou mistryni Jedi k rozumu. Po těchto událostech Služebná přísahala věrnost Vypovězené a prozradila ji své skutečné jméno.
Po porážce Darth Nihiluse pomáhala Vypovězené stopovat Darth Trayu na Malachor V, kde se však rozdělily, takže Vypovězená porazila Trayu sama. Poté s ostatními přeživšími Jedii obnovovala řád, v čemž prý dle vizí Trayi sehrála rozhodující úlohu. Nakonec se coby mistr chopila role jedijské historičky.

### Visas Marr
Visas Marr (nar. 3976 BBY) byla miraluckou dívkou z kolonie Katarr. V době konání jedijské konkláve v roce 3952 BBY byl život na celé planetě vyhlazen Darth Nihilusem, který provedl rituál, aby se nakrmil Silou a ukojil svůj hlad. Byla jedinou, kdo přežil, ač v bezvědomí, v šoku a ochromena v užívání Síly. Nihilus ji vzal na svou loď Ravager a vyloupal její zakrnělé oči. Po probuzení na můstku vyhledala Nihiluse, aby vysvětlil, proč to udělal. Ten jí vnutil vizi vesmíru takovou, jak ho vidí on sám jako život odpojený od Síly a neschopný ji cítit. Tímto jí dále vážně omezil ve schopnostech užívat Sílu, ještě více tím otupil její smysly a vnutil jí myšlenku, že kamkoliv přijdou, vše musí zemřít, aby se vše chaotické uklidnilo. Vstoupila do jeho služeb jako jeho sithská učednice a stínová ruka vykonávající jeho rozkazy a přijala temnou stranu Síly.
O rok později spolu s Nihilusem cítila narušení Síly, což v něm vyvolalo zvědavost a znepokojení. Vyslal Visas zjistit původ narušení Síly a přivézt to zpět na Ravager. Visas zjistila, že původcem byla Vypovězená a čekala na ni na Ebon Hawku. Z boje Visas vyšla zraněná a se zničeným světelným mečem, a tak prosila Vypovězenou, aby ji zabila dřív, než to udělá její mistr. Ta však místo toho Visas přijala do své party. Na ošetřovně se o ni staral Atton, který s jejím přijetím s rozpaky souhlasil, ale pro Kreiu byla podezřelá. Visas nechápala prokázané milosrdenství, ale viděla, že vesmír nemusí být nutně takový, jak jí ukázal její mistr, a zatoužila ho zastavit, aby nebyla tato milosrdnost zabita. Věděla, že k tomu ona sama i Vypovězená ještě nejsou připravené, a tak ji dlouho odmítala za Nihilusem dovést. Přijala světlou stranu Síly a jakmile nadešel čas, nad Telosem IV se po boku Vypovězené a Mandalora svému bývalému mistrovi postavila. Zde bylo zjištěno, že s Nihilusem sdílí Silové pouto, čehož Vypovězená využila k urychlení porážky Sitha. Po jeho smrti si Marr vzala Nihilusovu masku, aby dokonala odpojení od tohoto Pouta. Po porážce Triumvirátu s ostatními obnovovala řád Jedi a těsně před svou smrtí se vrátila na Katarr, kde uviděla konečně to, co tam měla původně vidět.

### Mical
Mical (nar. 3976 BBY), znám také jako student (Disciple) byl republikový historik, diplomat a později mistr Jedi. Jako dítě byl přiveden k Jediům na Dantooine a toužil stát se padawanem Vypovězené, kterou považoval za dobrou vůdkyni na rozdíl od mistra Vrooka. Než se tak mohlo stát, odešla Vypovězená do války a později z Dantooinu odešlo i mnoho dalších rytířů a mistrů, takže ho neměl kdo vycvičit. Nakonec tedy z Dantooine odcestoval i on sloužit Republice.
Bedlivě studoval, proč se řád rozštěpil na ty ctící kodex a na Sithy. Po skončení Jedijské občanské války dokázal jako jeden z mála obě skupiny od sebe rozlišit. Na vlastní pěst se vrátil na Dantooine, aby zachránil zdejší artefakty a střípky učení Jediů ze zničené akademie, navíc slyšel zvěsti, že se tam skrývá jeden z mistrů Jedi, ale nenašel ho. Místo něho v ruinách akademie po letech opět potkal Vypovězenou, která hledala mistry Jedi ukryté na několika různých světech.
Pokud je ve hře SW:KotOR II TSL Vypovězená mužem, zůstává student na Dantooine. Pokud je ženou, přidá se do její party. Poté Vypovězené pomohl mistry najít a konečně se od ní nechal vycvičit na Jedie, jakmile se naučil jí plně důvěřovat. Svěřil se jí, že o lekcích s ní snil už jako malý kluk. Nemůže ho však vystát Atton, který na něj nesmyslně žárlí. Do Vypovězené byl Mical skutečně také zamilovaný, ale považoval otevřené projevy emocí za zakázané, avšak zároveň považoval Jedie bez jakýchkoliv citů za odtržené od reality a od života běžných lidí. Nikomu z party však neřekl, že nadále pracuje pro Republiku a pravidelně podává hlášení admirálu Onasimu. Toho například informoval před blížícím se útokem Darth Nihiluse na Telos IV. Na Dantooinu pak zdrcenou Vypovězenou uklidnil, když jí ostatní mistři Jedi řekli, že bezděčně jako rána v Síle vytváří Silová pouta a připoutává k sobě mysl ostatních, i když neúmyslně. Dle něj z nich něco takového vypadlo jen díky jejich zaslepenosti a neschopnosti cítit emoce. Po porážce Triumvirátu se stal mistrem Jedi, usedl v obnovené Radě a stal se jedním z nejslavnějších jedijských dějepisců. Zanechal po sobě jedijský holokron, kam zaznamenal své nálezy a zápisy dějin.

### Mira
Mira (nar. 3974 BBY) byla námezdní lovkyní, která se narodila na Nar Shaddaa. Když vypukly ve vnějším pásu Mandalorianské války, byl její domov přepaden Mandaloriany a odvečena jako batole do otroctví. Dostalo se jí mandalorianské výchovy a později byla přijata jako dorostenka do armády, kde podstoupila tvrdý výcvik. Když ji bylo čtrnáct let, byli Mandaloriani poraženi u Malachoru V a jejich armáda zanikla, přičemž v bitvě zahynuli všichni, které považovala za svou rodinu. Jako uprchlice se vrátila na Nar Shaddaa, kde pracovala jako námezdní lovkyně. Nechtěla však zabíjet své cíle, takže to dělala jen málokdy a raději zachraňovala životy, aby se nějak podílela na opětovném sjednocení rozdrobené galaxie. Díky tomuto postoji i extravagantnímu stylu oblékání začala být úspěšná.
Střetla se s wookijským námezdním lovcem Hanharrem, protože na její hlavu někdo vypsal odměnu. Hanharr ji zahnal do šachet s nastraženým minovým polem, které dokázala na chvilku dálkově deaktivovat. Ty však vybouchly později a vážně zraněný pronásledovatel Hanharr ji prosil, aby ho dorazila a ukončila jeho utrpení. Miře ho však bylo líto a ošetřila mu zranění, což si Hanharr vyložil jako doživotní závazek k ní. Jenže Hanharr lidi nenáviděl natolik, že tento závazek považoval za mučivý a šílel z toho. Od té doby Miru pronásledoval a stalkoval ji, kamkoliv šla. Jeho záchranu tedy považovala za největší omyl v životě. Jejich konflikt vyvrcholil při návštěvě Vypovězené na Nar Shaddaa, na jejíž hlavu vypsal vůdce Centrály Goto tučnou odměnu. Miru najal mistr Jedi Zez-Kai-Ell ke sledování Vypovězené, které ukradla skafandr, s kterým se měla dostavit na schůzku v chemikáliemi zamořené hospodě Jekk'Jekk Tarr s vůdcem tamější buňky Centrály Visquisem. Avšak byla to Hanharrova a Visquisova léčka k dopadení Vypovězené, a tak Mira skončila v aréně, kde ji měl Hanharr zabít a ukončil svůj životní závazek.
Mira však Hanharra porazila a probila si cestu přes ubytovnu Visquisových lovců odměn k ovládači padajících dveří, aby vysvobodila Vypovězenou z tunelů, která se mezitím vydala ji zachránit. Poté unikla a spojila se s Attonem, kterého v hospodě napadly dvě twi'lecké atentátnice, protože Vypovězenou zatím unesli na Gotovu zamaskovanou loď, která lovila nákladní lodě Voggy Hutta. S Attonem sestavila plán k ukradení identifikační známky jedné z jeho lodí nastrčením T3-M4, aby je nalepili na Ebon Hawk, pak se na Ebon Hawku nechali zachytit Gotovou lodí, aby Vypovězenou osvobodili, přičemž jim byli nadále v patách další námezdní lovci. S Vypovězenou se spřátelila a nakonec se od ní nechala vycvičit na Jedie, když jí dala lekci pocítit ruch života na Nar Shaddaa.
Na Malachoru V ale potkala v tamní měsíční krajině toho, koho nejméně čekala - Hanharra. Znovu s ním bojovala a znovu ho porazila. Tentokrát už ale poslechla jeho výzvu, aby ho odzbrojeného zabila, přestože už ji unavoval a také poznala, že byl Hanharr nevyléčitelně duševně chorý a trpěl by ještě více, kdyby žil. Mira po malachorských událostech přestala být lovkyní odměn a jako Jedi pomáhala ostatním. Darth Traya však předpověděla, že Mira nakonec zemře za pár let při jedné záchranné misi.

### Hanharr
Hanharr (zemřel 3951 BBY) byl wookijský námezdní lovec původem z Kashyyyku. Od mala ho fascinovala temná zem stínů, třebaže žít tam bylo většinou za trest. Naučil se lovit, ale jednoho dne byl ze svého kmene vyhnán, protože ho měli za obyčejného zabijáka. Když Kashyyyk kolonizovala společnost Czerka a začala zotročovat wookije z jeho rodné vsi, pozoroval tyto otrokáře a zjistil, že jsou také jen lovci. V noci se vrátil do své vsi všechny spící wookije vyvraždit, aby je ušetřil osudu otroků a aby jim ukázal jejich omyl v jeho vyhnání, že jsou nyní slabí. Sám byl poté otrokáři polapen. Musel nakládat těžká břemena na nákladní loď, na níž se dostal pryč z planety. V průběhu letu vraždil jednoho otrokáře po druhém, a to velmi sadistickým způsobem a tak, aby ostatní neodhalili pachatele a nutil je ukrývat se v různých koutech lodi bez jídla a pití. Pak je sám zabil těsně před vyhladověním. Na palubě zůstal sám a loď ovládaná autopilotem doletěla na Nar Shaddaa.
Takto lovec Hanharr vyměnil kashyyykskou divočinu za betonovou džungli. Kvůli otrokářům z Czerky opovrhoval lidmi, takže zde lovil coby námezdní lovec celé lidské rodiny a prodával je do otroctví. Jednoho dne dostal zakázku na zabití Miry. Uvěznil ji v šachtách a hodlal ji zabít nástražnými minami. Když ji pronásledoval, šlápl na ně sám. Mira se nad ním ale slitoval a ošetřila mu zranění, jinak by zemřel. Hanharr cítil, že dle wookijské tradice jí, svou vlastní kořistí, byl vázán doživotním závazkem. To považoval za políček na svou důstojnost a ještě horší byl fakt, že Mira byla člověk, které Hanharr nenáviděl. Svůj úděl chápal jako otroctví, protože jí zůstal vázán, neboť tento závazek zároveň považoval za poslední spojení se svou domovinou. Toto dilema i bolest z jeho minulosti a špatných skutků ho dohnaly k šílenství.
Věřil, že se ze závazku vyváže, když ji zabije. Často trpěl schizofrenním stavem, když cítil, že ji má zabít a chránit zároveň. Vyhrožoval jí často smrtí a stalkoval ji ve dne v noci z "betonové země stínů". Jednou ji dokonce chytil pod krkem a vyhrožoval shozením do "země stínů" několik kilometrů pod mrakodrap. Mira odvětila, že netouží, aby jí byl vázán, a aby ji nechal být. Ale Hanharr jí sdělit, že ji stejně zabije, až bude vhodná chvíle. Hanharra najal Vogga Hutt, aby zabil Gota, jenže ten se na veřejnosti objevoval vždy jen jako hologram, proto se spojil s jedním z Gotových podřízených Visquisem, aby chytili Vypovězenou, na níž Goto vypsal tučnou odměnu. Když mu ji donesou, budou ho moci zabít. Plán se však nezdařil, protože do jejich pasti v hospodě Jekk'Jekk Tarr spadla Mira.
Tu Visquis nabídl Hanharrovi k zabití v aréně. Bitvu prohrál a byl opět smrtelně raněn. Pokud je ve hře SW:KotOR II TSL Vypovězená na temné straně, místo Miry se do party přidá Hanharr. Jeho zranění však později vyléčila Kreia, jež se potají vplížila do Visquisova doupěte. To pro něj znamenalo druhý doživotní závazek a zase k člověku, z čehož šílel, ale Kreia ho uklidnila, že po něm jen chce, aby Miru zabil. Tímto splatí oba doživotní závazky. Hanharra pak dopravila na Malachor V, což chápal jako poctu. Zde opět konfrontoval Miru a opět prohrál. Miru prosil, aby ukončila jeho život plný utrpení, k čemuž nakonec svolila.

### G0-T0
G0-T0 (3955 - 3951 BBY) byl unikátní droid s designem interogativního droida, navržený Republikou pro plánování infrastruktury. Přešel však na stranu zločinu a stal vůdcem Centrály, vystupující pod jménem Goto. Sestaven byl v roce 3955 BBY za značné množství kreditů na žádost Ithorianů, kteří právě začali s projektem obnovy zničeného Telosu IV. Měl zpracovávat každodenní přísun extrémně obsáhlých dat o atmosféře a klimatických změnách. Málokdo tušil, že měl zabudovaný ještě druhý program: provést cokoliv, co pomůže Republice postavit se po Jedijské občanské válce na nohy. Program obsahoval dva podprogramy, jeden k návrhu možnosti, s čím a jak Republice pomoci, a druhý zajišťoval, aby droid dodržoval zákony Republiky.
Oba podprogramy však byly v neustálém konfliktu, neboť kvůli zákonům Republiky nebyl schopen realizovat žádné efektivní a praktické řešení. Program se proto porouchal a začal navrhovat řešení k záchraně Republiky tak, že zcela ignoroval zákony. Nejprve se tajně ozbrojil účinnými zbraněmi, pak založil pašeráckou společnost na Nar Shaddaa a protože věděl, že by nikdo nevěřil, že by pašeráky mohl vést droid, tak si G0-T0 stvořil podle krimi filmů z HoloNetu hologram osoby jménem Goto a sám navenek vystopoval jako "Gotův majetek" a jeho posel. Skutečnost, že Goto ve skutečnosti neexistuje, nikdo neodhalil a jeho pašerácká skupina dovedla svými ilegálními aktivitami Republice pomoci hospodářskému oživení lokalit, kde hrozila bída a zapomnění ze strany oficiálních představitelů. Zároveň svými kriminálními aktivitami likvidoval osoby a organizace, které Republiku destabilizovaly, až nakonec převzal kontrolu nad jednou z největších ikon podsvětí: Centrálou.
Po analýze nejnovějších dějin dospěl k závěru, že za chaos v galaxii mohou Jediové i Sithové, tak na ně Goto vypsal tučnou odměnu a chtěl je živé. Ovšem většina námezdních lovců zbylé Jedie a Sithy zabíjela, jenže mrtví mu byli k ničemu. Chtěl jim totiž zadávat mise k další stabilizaci Republiky. Na povrchu Telosu se však nacházela stará továrna na droidy, kde nalezl plány Darth Revana na zabijácké droidy HK-50. Zahájil jejich sériovou výrobu, aby Jedie lovili oni a živé, protože na námezdní lovce nebylo spolehnutí. Poté Ithoriany, kterým dosud na Telosu pořád ještě sloužil, opustil a přesunul se na Nar Shaddaa do své zamaskované lodě. Centrála začala utiskovat válečné uprchlíky, aby sem přilákal Jedie. Nakonec dorazila Vypovězená, kterou pro něj "ulovil" jeho podřízený Visquis, jehož pak nechal zabít. Nechal ji odvléct na svou loď, kde jí sdělil své úmysly pomoci Republice a požádal ji o pomoc. Avšak její parta ji z jeho lodi vysvobodila a odmaskovala ji. Gotovu jachtu pak sestřelili jeho nepřátele.
Sám G0-T0 přežil a v suitě Gota daroval "sám sebe" Vypovězené. Od té doby tedy byl členem její party a žádal ji o stabilizaci politické situace na Onderonu, Dantooine a Telosu. Nesnesl však Bao-Durova droidíka, kterého jednoho dne deaktivoval a přeprogramoval. Droidíka využil na Malachoru V, kde správně odhalil, že ho Bao-Dur použije na opětovnou aktivaci generátoru stínové hmoty ke zničení planety, kterou považoval za příliš cennou. Droidíka napojil na svůj radar, vystopoval ho a pokusil se ho zlikvidovat. V tom mu ale zabránil HK-47, jenž na Telosu dříve nalezl továrnu na HK-50 a dorazil na Malachor V se skupinou droidů nového typu HK-51. Ti G0-T0 a spolu s tím i Gota rozstříleli na střepy.